# Project64
Project64 è un emulatore software gratuito e open source del Nintendo 64 per Microsoft Windows.
Viene considerato uno degli emulatori più performanti e popolari del Nintendo 64, insieme a Mupen64Plus.
Permette di giocare ai giochi per Nintendo 64 su un PC leggendo le immagini ROM, scaricate dalla memoria di sola lettura di una cartuccia per Nintendo 64 o create direttamente sul computer come homebrew.

## Funzioni e compatibilità
Scritto nel linguaggio C, questo software utilizza un sistema di plugin che consente a gruppi di terze parti di utilizzarne i propri per implementare componenti specifici.
Project64 è considerato un emulatore altamente compatibile che non richiede l'uso di un BIOS. L'emulatore ha funzionalità di base, supporta il multiplayer e permette di usufruire dei giochi in risoluzione video maggiore e altre migliorie audio-video.

## Storia di sviluppo
Lo sviluppo di Project64 è iniziato nel marzo 1998 con un piccolo team composto dallo sviluppatore chiamato Zilmar e altri. Nel settembre 1999, Zilmar incontrò Jabo, che stava sviluppando un proprio emulatore N64. Poco più tardi, Jabo fu invitato a unirsi a Zilmar per collaborare a Project64.
Nel luglio 2011, Jabo decide di interrompere lo sviluppo di Project64 e rilascia una versione modificata della 1.6 con alcuni miglioramenti. Ha anche affermato che non sarebbero più avvenuti rilasci del codice sorgente.
Tuttavia, nell'aprile 2013, Zilmar ha rilasciato Project64 2.0 con molti miglioramenti rispetto alla versione 1.6 , che è stato reso disponibile sul sito Web di Project64 rendendo il software completamente open source e accessibile a tutti.
Nell'aprile 2015, è stato rilasciato Project64 2.2, che da ora può riprodurre rom su disco 64DD. 
A gennaio 2017 è stata rilasciata la versione 2.3.2 ed è stata la versione pubblica di Project64 per 4 anni.
Il 27 maggio 2021 è stata rilasciata la versione 3.0.0 di Project64 per celebrare il suo 20º anniversario.
Tuttora ci sono regolarmente aggiornamenti beta dell'emulatore , scaricabili e rese pubbliche sul sito ufficiale.Le versioni future del progetto punteranno su un'emulazione più accurata e al supporto multipiattaforma.

## Critiche e controversie
Nel 2014, PC World ha elogiato l'emulatore per aver offerto impostazioni avanzate rispetto all'emulazione Nintendo 64 ufficiale di Nintendo disponibile tramite la Virtual Console, come la possibilità di cambiare le proporzioni del gioco, ma ha criticato l'emulazione perché ancora imperfetta.
Nel corso degli anni, l'emulatore è stato vittima di software malevolo. Fino alla versione 2.2, nel setup ufficiale era presente un malware, rimosso poi nelle versioni successive. Dalla versione 2.3, uno schermo nagware, ha iniziato a comparire all'avvio del software, costringendo l'utente ad un periodo di attesa forzata, a patto di inserire un codice inviato via mail in seguito a una donazione al progetto. La comunità dell'emulazione, tuttavia, è riuscita a trovare un modo per aggirare questo problema.